# ヨルカミ
『悩める乙女を解放せよ!! ヨルカミ（なやめるおとめをかいほうせよ ヨルカミ）』は、毎日放送（関西ローカル）で2012年4月18日から9月26日まで水曜日の24時55分 - 25時25分（木曜日未明0時55分 - 1時25分）に放送されたバラエティ番組。

## 概要
関西の女性が変わった悩みや人には言えない秘密などをカミングアウトし、たんぽぽとゲストが一緒に悩んだり、解決するために奔走する。番組タイトルは「夜のカミングアウト」の略。たんぽぽは当番組が初メインで、関西初レギュラーとなる。なお第3回からタイトルロゴが変更されている。

## 出演
- たんぽぽ（白鳥久美子・川村エミコ）
  - 第1回のオープニングは私服、第2・3回[2]は漫画『はいからさんが通る』の花村紅緒（白鳥）と伊集院忍（川村）のコスプレを着用。
- 関岡香（MBSアナウンサー、ナレーション）[3]

## コーナー
ガミガミかあさん（第10回 -）
白鳥扮するガミガミかあさんが視聴者からの投稿をもとに、将来ハッピーになってもらうべく、未来ある若者をガミガミ叱る。白鳥が我慢の限界に達した時点で、ガミガミタイムに入る。川村はガミガミかあさんの娘の設定でセーラー服姿になっていて、ガミガミタイムではストップウォッチで時間計測を行う。

## 放送リスト
| #  | 放送日  | 放送内容 | ゲスト            |
| -- | ------- | --- | ----------------- |
| 1  | 4月18日 | 女子たちとパジャマパーティーをしよう in 岡本                                                                                                   | なし              |
| 2  | 4月25日 | 足クサ美女をカミングアウト（小池ユリア） | 小森純            |
| 3  | 5月02日 | ポンバシ系アイドルが両親に本当の姿をカミングアウト（単体戦隊☆恋レンジャー）                                                                    | 吉木りさ          |
| 4  | 5月09日 | 目指せ!アイドルユニット バージンガールズ | 成瀬心美          |
| 5  | 5月16日 | 海外セレブ憧れ貧乏女子がカミングアウト（なんでかな）                                                                                           | 杉原杏璃          |
| 6  | 5月23日 | 人気読者モデルのお部屋でカミングアウト（家村マリエ）                                                                                           | ローラ・チャン    |
| 7  | 5月30日 | 堀江で水着姿をカミングアウト | あびる優          |
| 8  | 6月06日 | 彼氏のいない女の子が京都大学で恋人探し | マギー            |
| 9  | 6月20日 | 京都で水着姿をカミングアウト（最新水着ファッションショー進行：鈴木健太〔MBSアナウンサー〕）                                                    | マギー            |
| 10 | 6月27日 | 乙女のホンネとタテマエの大調査 ガミガミかあさん（とても横着な彼氏を叱って）                                                                    | なし              |
| 11 | 7月04日 | 全力で駆け抜けろ!美人50m走 in 武庫川女子大学（実況：来栖正之〔MBSアナウンサー〕） ガミガミかあさん（ご飯にチョコをかけて食べる友達を叱って）   | なし              |
| 12 | 7月11日 | 全力で駆け抜けろ!美人50m走 in 桃山学院大学（実況：来栖正之〔MBSアナウンサー〕） ガミガミかあさん（家に食器が全くない彼氏を叱って）             | なし              |
| 13 | 7月18日 | プラットホームから見える美味しいグルメを探せ!チラッとホーム!（大阪環状線 福島駅・玉造駅） ガミガミかあさん（折れた前歯を入れない彼氏を叱って） | 彦摩呂 小島瑠璃子 |
| 14 | 7月25日 | たんぽぽ川村vs美人 ガチンコ25m水泳（実況：来栖正之〔MBSアナウンサー〕） ガミガミかあさん（いい加減な娘を叱って）                               | 小島瑠璃子        |
| 15 | 8月01日 | 外国人男性が好きなのは、益若つばさ or たんぽぽ川村? ガミガミかあさん（部屋が汚い息子を叱って）                                                 | 益若つばさ        |
| 16 | 8月08日 | 大阪新パワースポット巡り（アシスタント：鈴木健太〔MBSアナウンサー〕）                                                                          | 三穂希祐月        |
| 17 | 8月15日 | 乙女のお悩み解決バスツアー! | 浅木一華          |
| 18 | 8月22日 | 仕事に育児に奮闘しているシングルマザーを応援したい!                                                                                            | なし              |
| 19 | 8月29日 | ぽっちゃりガールズの悩みを解決せよ! | なし              |
| 20 | 9月05日 | 頑張るシングルマザー親子をイオンモール大日でねぎらう!（田尻夏樹） ガミガミかあさん（同じマンションの同じ階に住む元カップル）                   | なし              |
| 21 | 9月12日 | 頑張るシングルマザーを阪急西宮ガーデンズでねぎらう!                                                                                            | なし              |
| 22 | 9月19日 | シングルマザーを応援!りんくうタウンでねぎらう! ガミガミかあさん（動物が苦手な友達を叱って・自転車に乗れない先輩を叱って）                      | なし              |
| 23 | 9月26日 | さようなら!たんぽぽ 番組出演者大集合で送別会（進行：鈴木健太〔MBSアナウンサー〕）                                                              | N'夙川BOYS        |

## テーマ曲
- オープニングテーマ：N'夙川BOYS「Freedom」（ビクター・エンタテインメント）
- エンディングテーマ：N'夙川BOYS「PLANET MAGIC」(ビクター・エンタテインメント)